# Seznam slovenskih vin
Seznam slovenskih vin vsebuje vina, ki jih pridelujejo v Sloveniji. Vina iz posameznih sort grozdja praviloma nosijo kar ime sorte (t. i. sortna vina), medtem ko vina iz več sort grozdja ali t. i. zvrsti po navadi nosijo ime vinorodnega okoliša ali kraja. V vseh treh vinorodnih deželah pridelujejo vinarji vina vseh kakovostnih razredov (namizna, kakovostna in vrhunska), vseh sladkornih stopenj (zelo suha, suha, polsuha, polsladka in sladka), najti pa je tudi že kar pester izbor najrazličnejših penin, tako iz rdečih kot belih sort. Slovenski vinogradniki gojijo 45 dovoljenih oziroma priporočenih sort vinske trte. 70 % slovenskih vin sodi v kakovostni razred. Slovenski vinogradi obsegajo skupaj 24.568 ha površine, od tega je 66 % vinogradov na strmih legah. 
Slovenski vinarji so združeni tudi v častnih vinskih institucijah: evropski red vitezov vina, red sv. Forunata in konvent sv. Urbana. Od leta 1995 Slovenska vinska akademija po vzoru drugih evropskih držav podeljuje naslov slovenski vinski kraljici, njen mandat traja eno leto. Najbogatejši slovenski vinski arhiv je Ptujska klet, v kateri so zbrana vina od leta 1917 dalje.
V povprečju se v Sloveniji letno proizvede 100 milijonov litrov vina. Po podatkih statističnega urada je povprečna letna poraba na prebivalca 40 litrov. Geografsko ima Slovenija tri vinorodne dežele in 14 vinorodnih okolišev.
Seznam, urejen po vinorodnih deželah:

Glej tudi abecedni seznam slovenskih vin.

## Vinorodna dežela Podravje (9813 ha)
- Vinorodni okoliši:
  - Vinorodni okoliš Štajerska Slovenija (7503 ha)
  - Vinorodni okoliš Prekmurje (1410 ha)

### Rdeče sorte
- Modra frankinja
- Modri pinot
- Zweigelt

### Bele sorte
- Laški rizling
- Renski rizling
- Šipon
- Zeleni silvanec
- Radgonska ranina
- Chardonnay (pogosto zamenjevan z belim burgundcem)
- Sauvignon
- Traminec
- Rumeni muškat
- Muškat otonel
- Sivi pinot (rulandec)
- Beli pinot
- Kerner
- Rizvanec
- Ranfol

### Zvrsti
- Haložan
- Virštanjčan
- Konjičan
- Pekrčan
- Kapelčan
- Lendavčan
- Janževec
- Ljutomerčan
- Ritoznojčan
- Mariborčan
- Jeruzalemčan
- Svečinčan

## Vinorodna dežela Posavje (7700 ha)
- Vinorodni okoliši:
  - Vinorodni okoliš Bizeljsko - Sremič (1700 ha)
  - Vinorodni okoliš Dolenjska (4870 ha)
  - Vinorodni okoliš Bela krajina (1130 ha)

### Rdeče sorte
- Modra frankinja (frankovka)
- Žametovka (žametna črnina ali tudi modra kavčina)
- Modra portugalka
- Rdeča kraljevina
- Šentlovrenka
- Modri pinot
- Gamay
- Barvarica

### Bele sorte
- Beli pinot
- Chardonnay (pogosto zamenjevan z belim burgundcem)
- Sauvignon
- Zeleni silvanec
- Laški rizling
- Rizvanec
- Rumeni plavec

### Zvrsti
- Bizeljčan, rdeči
- Bizeljčan, beli
- Sremičan, rdeči
- Sremičan, beli
- Belokranjec
- Cviček
- Metliška črnina
- Kletarček, beli
- Kletarček, rdeči

## Vinorodna dežela Primorska (7055 ha)
- Vinorodni okoliši:
  - Vinorodni okoliš Goriška brda (1980 ha)
  - Vinorodni okoliš Vipavska dolina (2100 ha)
  - Vinorodni okoliš Kras (575 ha)
  - Vinorodni okoliš Slovenska Istra (2400 ha)

### Rdeče sorte
- Barbera
- Cabernet sauvignon
- Cabernet franc
- Refošk
- Modri pinot
- Merlot

### Bele sorte
- Beli pinot
- Sivi pinot (rulandec)
- Malvazija
- Rebula
- Chardonnay (pogosto zamenjevan z belim burgundcem)
- Laški rizling
- Sauvignon
- Pinela
- Sauvignonasse ali Zeleni sauvignon (od leta 2006 naprej, do letnika 2004 imenovan furlanski tokaj , leta 2005 točaj - sprememba imena je posledica zaščite slavnega imena »tokaj« pri sosedih Madžarih)
- Zelen
- Klarnica
- Verduc
- Pikolit

### Zvrsti
- Vipavec
- Koprčan
- Kraševec
- Vrtovčan
- Vandrijan